# Dageraad (IJsland)
Dageraad - De organisatie voor rechtvaardigheid, eerlijkheid en democratie (IJslands: Dögun - stjórnmálasamtök um réttlæti, sanngirni og lýðræði), is een IJslandse politieke partij. De partij is een fusie tussen drie voormalige politieke partijen: De Beweging, Burgerbeweging en de Liberale Partij. De beweging kwam op tijdens de protesten als gevolg van de financiële crisis in 2008.
Tijdens de verkiezingen van 2013 behaalde de partij 5.855 stemmen, dit staat gelijk aan 3,10% van het electoraat. Hierdoor behaalde de partij geen zetels in het Alding, het IJslandse parlement.

## Partijprogramma
Het partijprogramma is gepubliceerd in maart 2012 en wordt samengevat in de volgende zes punten:
- Maatregelen introduceren om de huishoudens te ondersteunen;
- De door de grondwetgevende vergadering opgestelde grondwet moet aangenomen worden;
- Meer directe democratie en transparantie;
- Duurzaam gebruik van de natuurlijke hulpbronnen van het land;
- Er moet een speciale aanklager komen die zaken gaat onderzoeken, die betrekking hebben op de financiële crisis;
- Er moet een referendum komen over de toetreding tot de Europese Unie.

## Zetels in het Althing
| Verkiezing | Aantal stemmen | % van totaal | Aantal zetels |
| ---------- | -------------- | ------------ | ------------- |
| 2013       | 5.855          | 3,1%         | 0             |
| 2016       | 3.275          | 1,7%         | 0             |
| 2017       | 101            | 0,1%         | 0             |